# Impôt sur le revenu (Maroc)
Au Maroc, l’Impôt sur le revenu ou IR est un impôt direct qui s’applique aux personnes physiques et aux personnes morales dont l'activité engendre des profits et qui n'ont pas opté pour l’impôt sur les sociétés.
En 2022, il représente 16,3% des recettes de l'État marocain. Il est payable en télédéclaration.

## Présentation

### Fonctionnement
l'Impôt sur le revenu a remplacé en janvier 2006 l'ancien impôt général sur le revenu (IGR) institué en 1989
Il s’applique :  
- aux revenus et profits des personnes physiques
- aux personnes morales n’ayant pas opté pour l’impôt sur les sociétés (IS).

### Règles générales
| Assujettis à cet impôt                        | Définition |
| --------------------------------------------- | --- |
| Revenus professionnels                        | Sont considérés comme revenus professionnels : - les bénéfices réalisés par les personnes physiques et provenant de l’exercice : - des professions commerciales, industrielles et artisanales ; - des professions de promoteur immobilier, de lotisseur de terrains, ou de marchand de biens ; - d’une profession libérale ou de toute profession autre que celles visées ci-dessus ; - les revenus ayant un caractère répétitif ; |
| Revenus provenant des exploitations agricoles | Sont considérés comme revenus agricoles, les bénéfices réalisés par un agriculteur et / ou éleveur et provenant de toute activité inhérente à l’exploitation d’un cycle de production végétale et/ou animale dont les produits sont destinés à l’alimentation humaine et/ou animale |
| Revenus salariaux                             | Sont considérés comme revenus salariaux - les traitements - les salaires - les indemnités et émoluments - les pensions - les rentes viagères |
| Revenus et profits fonciers                   | Sont considérés comme revenus fonciers pour l’application de l’impôt sur le revenu, lorsqu’ils n’entrent pas dans la catégorie des revenus professionnels: - Les revenus provenant de la location : - des immeubles bâtis et non bâtis et des constructions de toute nature ; - des propriétés agricoles, y compris les constructions et le matériel fixe et mobile y attachés Sont considérés comme profits fonciers pour l’application de l’impôt sur le revenu, les profits constatés ou réalisés à l’occasion : - de la vente d’immeubles situés au Maroc ou de la cession de droits réels immobiliers portant sur de tels immeubles ; - de l’expropriation d’immeuble pour cause d’utilité publique ; - de l’apport en société d’immeubles ou de droits réels immobiliers - de la cession à titre onéreux ou de l’apport en société d’actions ou de parts sociales nominatives émises par les sociétés, à objet immobilier - des cessions à titre gratuit portant sur les immeubles, les droits réels immobiliers et les actions ou parts cités ci-dessus. |
| Revenus et profits de capitaux mobiliers.     | Sont considérés comme revenus de capitaux mobiliers : - les produits des actions ou parts sociales et revenus assimilés, distribués par les sociétés soumises à l’I.S. ; - les produits distribués comme dividendes par les établissements de sociétés non résidentes, les organismes de placement collectifs en valeur mobilières et les organismes de placements en capital-risque; - les produits de placements à revenu fixe et les revenus des certificats de Sukuk, versés, mis à la disposition ou inscrits en compte des personnes physiques ou morales qui n’ont pas opté pour l’I.S et ayant au Maroc leur résidence habituelle, leur domicile fiscal ou leur siège social. Sont considérés comme profits de capitaux mobiliers : - les profits nets annuels réalisés par les personnes physiques sur les cessions de valeurs mobilières et autres titres de capital et de créance émis par les personnes morales de droit public ou privé, les OPCVM, les FPCT, les OPCC et les OPCI, à l’exception des sociétés à prépondérance immobilière et des sociétés immobilières transparentes ; - les profits nets annuels réalisés par les personnes physiques entre la date de l’ouverture d’un plan d’épargne en actions ou d’un plan d’épargne entreprise et la date du rachat, du retrait de titres ou de liquidités ou la date de clôture desdits plans. |

Sans rentrer dans les détails, il existe de très nombreuses exonérations et nombreuses déductions pour chaque catégorie.
- Les revenus salariaux perçus par les professionnels du sport sont soumis actuellement aux taux du barème  (barème IR 2023[2]) après application d'un abattement de :  - 90% au titre de l’année 2021, 2022 et 2023 ;   - 80% au titre de l’année 2024 ;   - 70% au titre de l’année 2025 ;   - 60% au titre de l’année 2026[3].
- Les pensions alimentaires, bourses d'études, indemnités de licenciement sont exonérées
- Les ventes d'immeubles sont taxées, mais pas la vente de son habitation principale si on y a vécu 5 ans
- Les exploitations agricoles de moins de 5 millions de dirhams sont exemptées de cet impôt
- Les plans d'épargne logement (PEL) pour financer l'achat d'un logement  et plans d'épargne éducation (PEE) pour financer les études de ses enfants ne sont pas taxés sous certaines limites
- Les retraités dont les revenus proviennent de l'étranger bénéficient d'un abattement de 80% sur leurs revenus
- Etc etc...

Il est vivement recommandé de consulter le site internet de la Direction des Impôts, voir de d'acheter un guide spécialisé en librairie.

### Statistiques
L’impôt sur le revenu (IR) est la troisième recette du budget de l'État marocain, derrière la TVA et l’impôt sur les sociétés (IS).
L’impôt sur les revenus (IR) se décompose comme suit.
Selon un rapport du Conseil Économique et Social sur la fiscalité marocaine, les professions libérales représentent un trop faible montant de l'IR, ce qui est une forme d'injustice envers les salariés .
Au titre de l'année 2024, plus de 127 Milliards de Dirham (plus de 9,6 milliards d’euros) déclarés grâce à l'amnistie fiscale. Cette opération de régularisation volontaire de la situation fiscale visant d'encourager les contribuables à régulariser volontairement la situation de leurs bénéfices et revenus imposables non déclarés avant le 1 janvier 2025, a été couronnée par des résultats exceptionnels, a affirmé Mustapha Baitas, ministre chargé des relations avec le Parlement, porte-parole du gouvernement, lors d’une conférence de presse au terme du Conseil de gouvernement,,.
Le montant dépasse toutes les prévisions et constitue un record, étant vingt fois supérieur à celui obtenu lors de la précédente amnistie de 2020. En comparaison, celle proposée en France entre 2014 et 2017 avait permis de régulariser 32 milliards d’euros en quatre ans. Aussi important soit-il, le résultat de l’opération, qui s’appliquait aux particuliers n’ayant pas déclaré leurs profits et revenus imposables au Maroc avant le 1er janvier 2024, ne devrait rapporter que 5 milliards de dirhams à l’Etat. Il faut dire que l’offre de l’administration était généreuse. En échange de la régularisation de leur situation, les « amnistiés » n’ont eu à payer que 5 % d’impôt sur les sommes déclarées, contre 37 % s’ils régularisaient en 2025. Un tel taux préférentiel a provoqué la ruée des fraudeurs aux derniers jours de 2024. A tel point que le fisc marocain a consenti à leur ouvrir ses guichets de façon exceptionnelle, samedi 28 et dimanche 29 décembre. Ainsi Incluse dans la loi de finances 2024, l’amnistie a fait l’objet, tout au long de l’année passée, du volontarisme des banques, qui ont très largement communiqué ses avantages à leurs clients. L’un des principaux établissements bancaires du Maroc, la Banque populaire, insistait notamment sur « la discrétion » de l’opération. La mesure vise non seulement à soutenir « la lutte contre la fraude fiscale », a justifié le gouvernement, mais encore à « régulariser une bonne tranche de l’économie souterraine », indiquait le quotidien économique Les Inspirations éco. Par ailleurs, selon Bank Al-Maghrib, le niveau de cash en circulation au Maroc a atteint environ 30% du PIB. Chaque année, le cash en circulation augmente à deux points (10%), soit 428,9 MMDH à fin novembre 2024, selon les indicateurs clés des statistiques monétaires de BAM,,,,.